# Ernest J. Burrus
Ernest Joseph Burrus (El Paso, Texas, 20 de abril de 1907 – 11 de diciembre de 1991) fue un jesuita y un destacado historiador del noroeste de la Nueva España, particularmente de la península de Baja California y Sonora. Hizo contribuciones notables en la edición de muchos relatos del período jesuita en documentos de archivos europeos.

## Biografía
Burrus nació en El Paso, Texas, el 20 de abril de 1907. Recibió su ordenación como sacerdote jesuita en Innsbruck, Austria, en 1938. Al año siguiente, el régimen nazi lo arrestó y expulsó. Después de enseñar durante 10 años, en 1950 fue transferido para trabajar en el Instituto Histórico de la Compañía de Jesús en Roma. Murió el 11 de diciembre de 1991.

## Obras
Las obras que publicó en español, traducidos al inglés, o en ambos idiomas, cubrían una amplia gama geográfica, pero con un enfoque particular en el noroeste de la Nueva España. 
- Kino and the Cartography of Northwestern New Spain. Tucson, 1965.[3]
- La obra cartográfica de la provincia mexicana de la Compañía de Jesús (1567-1967). Colección Chimalistac, Madrid, 1967.[4]

Entre las publicaciones de tamaño de libro más notables se encuentran una historia de cuatro columnas de los jesuitas en la Nueva España de Francisco Javier Alegre y relatos de misioneros jesuitas, incluido Eusebio Francisco Kino, Juan María de Salvatierra, Francisco María Piccolo, Venceslao Linck, Francisco Ducrue, y otros. Burrus también produjo muchos artículos para revistas académicas.